# Zhangye
Zhangye (chiń. 张掖; pinyin Zhāngyè) – miasto o statusie prefektury miejskiej w Chinach, w prowincji Gansu. W 2010 roku liczba mieszkańców miasta wynosiła 96 766. Prefektura miejska w 1999 roku liczyła 1 231 126 mieszkańców. Oprócz ludności Han zamieszkana także przez 26 różnych mniejszości etnicznych, w tym Hui, Yugur oraz Tybetańczyków.

## Podział administracyjny
Prefektura miejska Zhangye podzielona jest na 1 dystrykt miejski, 4 powiaty i jeden powiat autonomiczny:

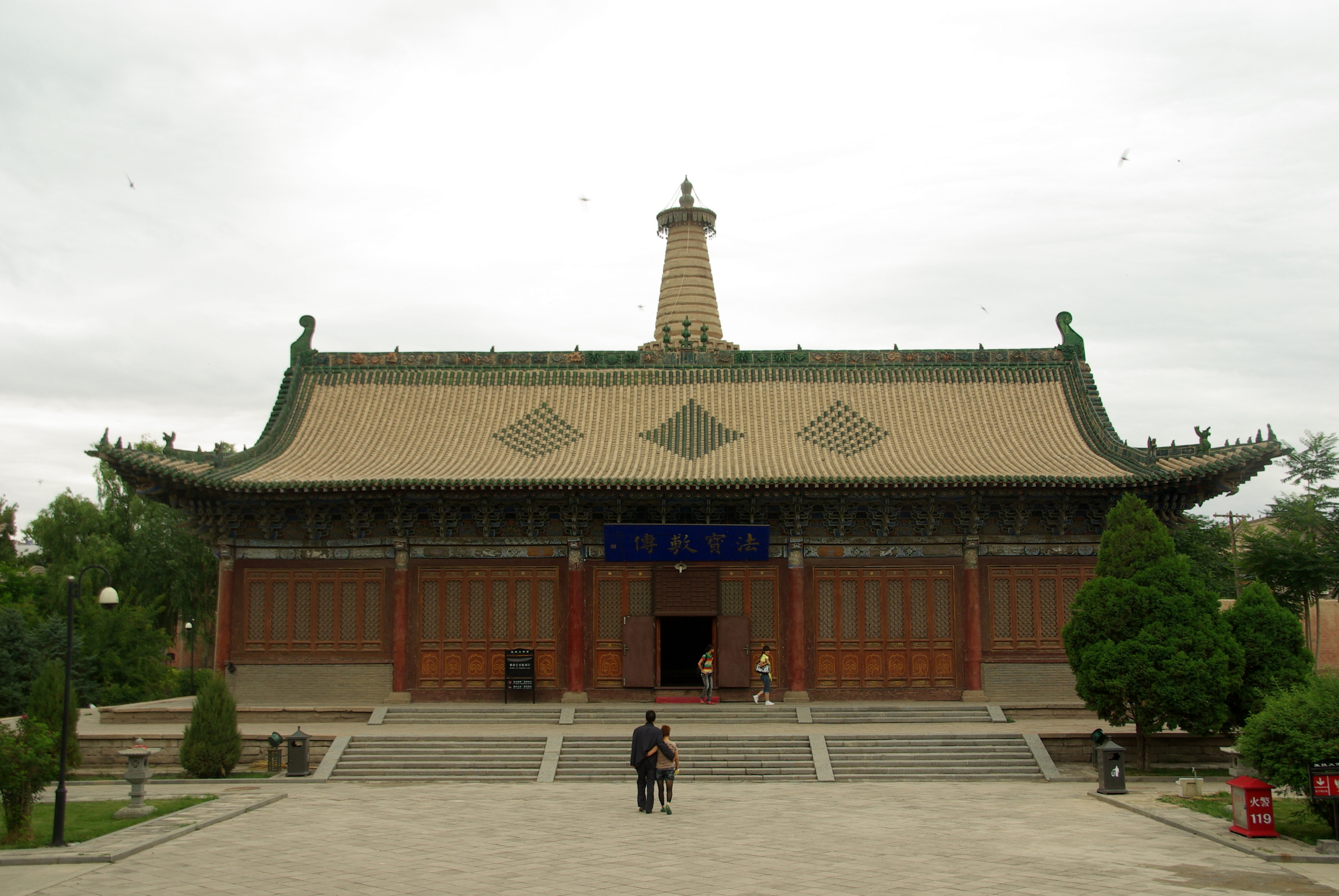
Świątynia Dafo jest uważana za miejsce narodzin Kubilaj Chana

| Mapa | Mapa    | Mapa             | Mapa                   | Mapa                              | Mapa                   | Mapa               | Mapa                       |
| ---- | ------- | ---------------- | ---------------------- | --------------------------------- | ---------------------- | ------------------ | -------------------------- |
|      |         |                  |                        |                                   |                        |                    |                            |
| #    | Nazwa   | Pismo chińskie   | Hanyu Pinyin           | Rodzaj jednostki administracyjnej | Liczba ludności (2010) | Powierzchnia (km²) | Gęstość zaludnienia (/km²) |
| 1    | Ganzhou | 甘州区           | Gānzhōu Qū             | dystrykt miejski                  | 507,433                | 4,240              | 120                        |
| 2    | Minle   | 民乐县           | Mínlè Xiàn             | powiat                            | 219,356                | 3,687              | 59                         |
| 3    | Linze   | 临泽县           | Línzé Xiàn             | powiat                            | 134,328                | 2,777              | 48                         |
| 4    | Gaotai  | 高台县           | Gāotái Xiàn            | powiat                            | 143,446                | 4,312              | 33                         |
| 5    | Shandan | 山丹县           | Shāndān Xiàn           | powiat                            | 161,299                | 5,402              | 30                         |
| 6    | Sunan   | 肃南裕固族自治县 | Sùnán Yùgùzú Zìzhìxiàn | powiat autonomiczny               | 33,653                 | 20,456             | 2                          |

## Atrakcje turystyczne
Jedną z największych atrakcji prefektury są występujące na terenie powiatów Linze i Sunan ciekawe formacje skalne o niespotykanych nigdzie indziej kolorach. Obszary o najwartościowszych walorach krajobrazowych są od 2011 roku chronione w ramach Narodowego Parku Geologicznego Zhangye Danxia.